# Абу Махмуд
Абу Махмуд  (араб. ابو محمود‎), или  Абумахмуд (араб. ابومحمود‎) — кунья, арабское мусульманское имя. В составе многих имён корень «Абу»(отец) не имеет прямого значения. В переводе на русский язык означает «отец Махмуда».
- Абумахмуд Худжанди — великий таджикский математик и астроном.
- Абдул-Кадир Салех (Абу Махмуд) (1979—2013) — участник гражданской войны в Сирии, лидер группировки «Бригада Таухид».